# Понту, Клод де
Клод де Понту (фр. Claude de Pontoux, 1530—1579) — французский писатель и поэт, доктор медицины.

## Биография

Обложка книги Клода де Понту «Huictains français pour l’interprétation et l’intelligence des figures du Nouveau Testament». 1570

Родился в дворянской семье в графстве Шалон (Бургундия). Был отправлен для учёбы в университет Парижа. Изучал медицину, гуманитарные науки, древнегреческий язык. Получил степень доктора медицины. В его произведениях есть свидетельства того, что он занимался врачеванием.
Благодаря своему другу, поэту и философу Понтюсу де Тиару (1521—1605), был близок поэтам литературного объединения «Плеяда».
Жил и творил в Париже, позже — в Италии. После отставки проживал во Франш-Конте, где встретил служанку, в которую влюбился и в честь которой написал бо́льшую часть своих стихотворений.
Сын его, Николай де Понту (1574—1620), написал поэму «Gentilhomme chalonnais».

## Творчество
Клод де Понту — автор множества стихов (серенад, фривольных песенок, сонетов и др.), которые были объединены в сборник под названием «Gélodacrie amoureuse, contenant plusieurs aubades, chansons gaillardes, pavanes, branles, sonnets» (Лион, 1570).
Произведения Понту отличаются педантичными неологизмами, характерными для тогдашнего стиля.

## Избранные произведения
- «Huictains français pour l’interprétation et l’intelligence des figures du Nouveau Testament» (Лион, 1870),
- «Harangues lamentables sur la mort de divers animaux» (Лион, 1870),
- «Gélodacrie amoureuse, contenant plusieurs aubades, chansons gaillardes, pavanes, branles, sonnets» (Лион, 1576),
- «L’Idée et autres oeuvres» (Лион, 1579).

## Источник
- Понту, Клод // Энциклопедический словарь Брокгауза и Ефрона : в 86 т. (82 т. и 4 доп.). — СПб., 1890—1907.
- Claude De Pontoux (1530—1579) (фр.)